# Elisa Kauffmann Abramovich
Elisa Kauffmann Abramovich (São Paulo, 8 de julho de 1919 — 4 de janeiro de 1963) foi uma professora e militante comunista brasileira de origem judaica. Foi a primeira mulher a ser eleita vereadora na Câmara Municipal de São Paulo.

## Biografia
Era filha de judeus asquenazes naturais do Leste Europeu, que vieram ao Brasil fugindo da miséria e dos linchamentos. Casada com o comerciante Francisco Abramovich, com quem teve duas filhas:Fanny Abramovich e Irene Abramovich, também era professora no colégio Scholem Aleichem, no bairro do Bom Retiro, onde atendia os judeus vítimas de perseguição que chegavam no Brasil.
Entrou na militância política ainda jovem, ao conhecer o filho comunista de uma amiga de sua mãe, perseguido pela repressão do Estado Novo. Elisa era uma árdua militante da esquerda, e sua casa era uma das células do Partido Comunista Brasileiro em São Paulo. Em 1947, tornou-se a primeira mulher a ser eleita vereadora na Câmara Municipal de São Paulo, mas por ser comunista, foi cassada antes de assumir o cargo.